# ان‌اس‌بی دی۴

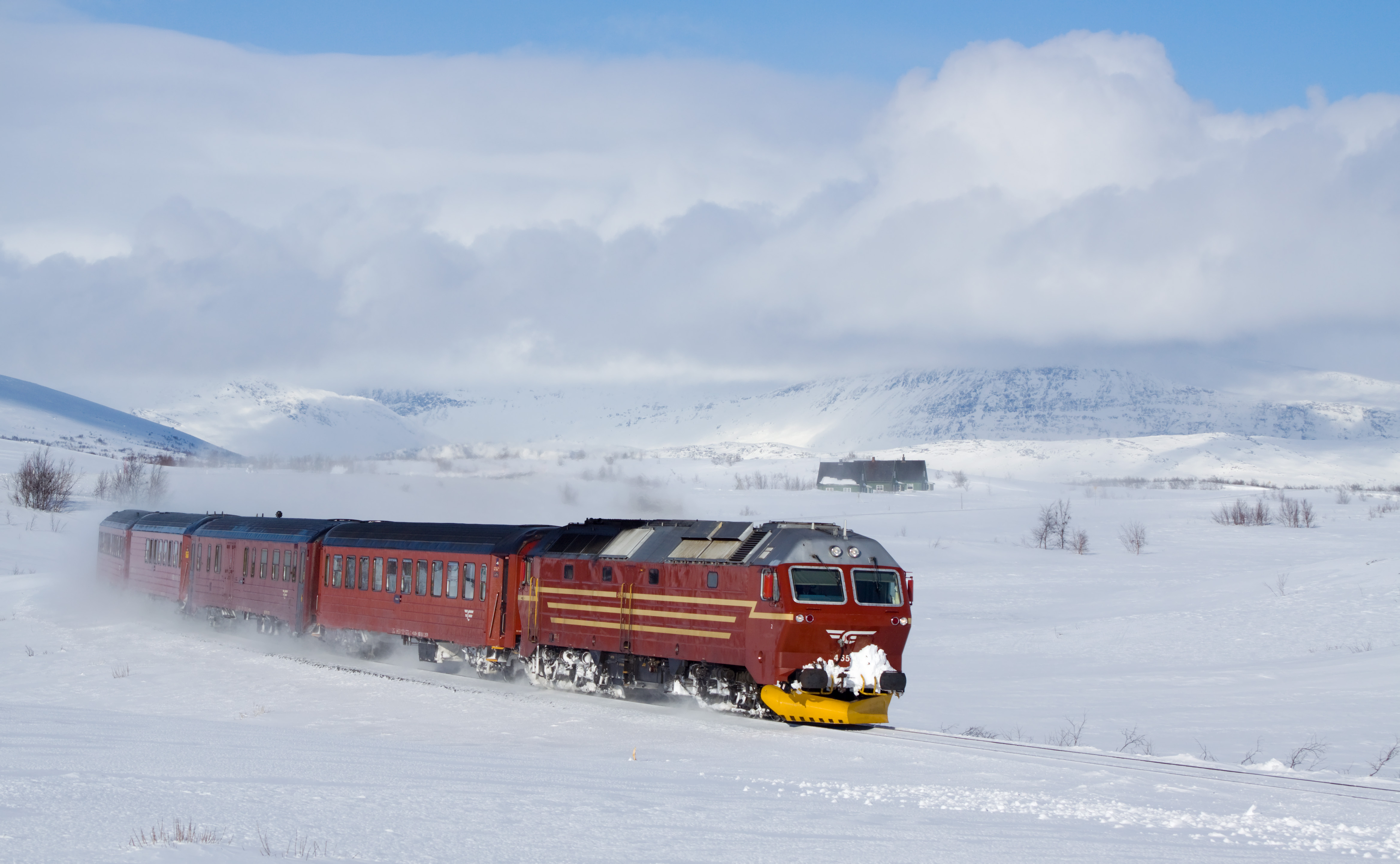
ان‌اس‌بی دی۴

ان‌اس‌بی دی۴ (به انگلیسی: NSB Di 4) یک کلاس از پنج لوکوموتیو دیزلی-الکتریکی است که توسط هنشل برای راه‌آهن دولتی نروژ ان‌اس‌بی ساخته شده است. این کلاس که در سال ۱۹۸۱ تحویل داده شد، برای حمل قطارهای مسافربری در خط نوردلند استفاده می‌شود و از سال ۲۰۰۱ تنها لوکوموتیوهای دیزلی هستند که توسط ان‌اس‌بی استفاده می‌شود. این لوکوموتیوها دارای قطعات الکتریکی از براون، باوری & سی و یک موتور اصلی الکترو-موتیو دیزل ساخته جنرال موتورز بودند. توان خروجی این لوکوموتیو ۲۴۵۰ کیلووات (۳۲۹۰ اسب بخار) و نیروی کششی اولیه آن ۳۶۰ کیلونیوتون است.